# Villers-en-Argonne
Villers-en-Argonne är en kommun i departementet Marne i regionen Grand Est (tidigare regionen Champagne-Ardenne) i nordöstra Frankrike. Kommunen ligger i kantonen Sainte-Menehould som tillhör arrondissementet Sainte-Menehould. År 2022 hade Villers-en-Argonne 215 invånare.

## Befolkningsutveckling
Antalet invånare i kommunen Villers-en-Argonne
| Referens: INSEE |